# Adaeinae
Sous-famille
Les Adaeinae sont une sous-famille d'opilions laniatores de la famille des Triaenonychidae.

## Distribution
Les espèces de cette sous-famille se rencontrent en Afrique du Sud et en Australie.

## Liste des genres
Selon World Catalogue of Opiliones (21/05/2021) :
- Adaeulum Roewer, 1915
- Adaeum Karsch, 1880
- Cryptadaeum Lawrence, 1931
- Dingupa Forster, 1952
- Heteradaeum Lawrence, 1963
- Larifuga Loman, 1898
- Larifugella Staręga, 1992
- Micradaeum Lawrence, 1931
- Montadaeum Lawrence, 1931
- Paradaeum Lawrence, 1931

## Publication originale
- Pocock, 1902 : « Some points in the morphology and classification of the Opiliones. » The annals and magazine of natural history, zoology, botany and geology, sér. 7, vol. 10, p. 504–516 (texte intégral).